# Erlbach-Kirchberg
Erlbach-Kirchberg è un comune di 1 748 abitanti della Sassonia, in Germania.
Appartiene al circondario (Landkreis) di Erzgebirgskreis (targa ERZ) ed è parte della comunità amministrativa (Verwaltungsgemeinschaft) di Lugau (Erzgebirge).
Qua è nato il bobbista Andreas Kirchner.